# Папужник новогвінейський
Папу́жник новогвінейський (Erythrura papuana) — вид горобцеподібних птахів родини астрильдових (Estrildidae). Ендемік Нової Гвінеї. Деякі дослідники вважають його конспецифічним з синьощоким папужником.

## Опис
Довжина птаха становить 14 см. Самці є дещо більшими за самиць. Забарвлення переважно яскраво-зелене, горло, груди і шия з боків світліші, жовтувато-зелені. Обличчя кобальтово-синє, надхвістя і хвіст бордові. Дзьоб чорний, очі темно-карі, лапи тілесно-рожевого кольору. У самиць пляма на обличчі менш виражена.

## Поширення і екологія
Новогвінейські папужники живуть на узліссях вологих гірських і рівнинних тропічних лісах та на галявинах. Зустрічаються поодинці або парами, на висоті від 800 до 2000 м над рівнем моря. Живляться переважно насінням, пагонами, плодами і ягодами, іноді також комахами.